# ペセッロ

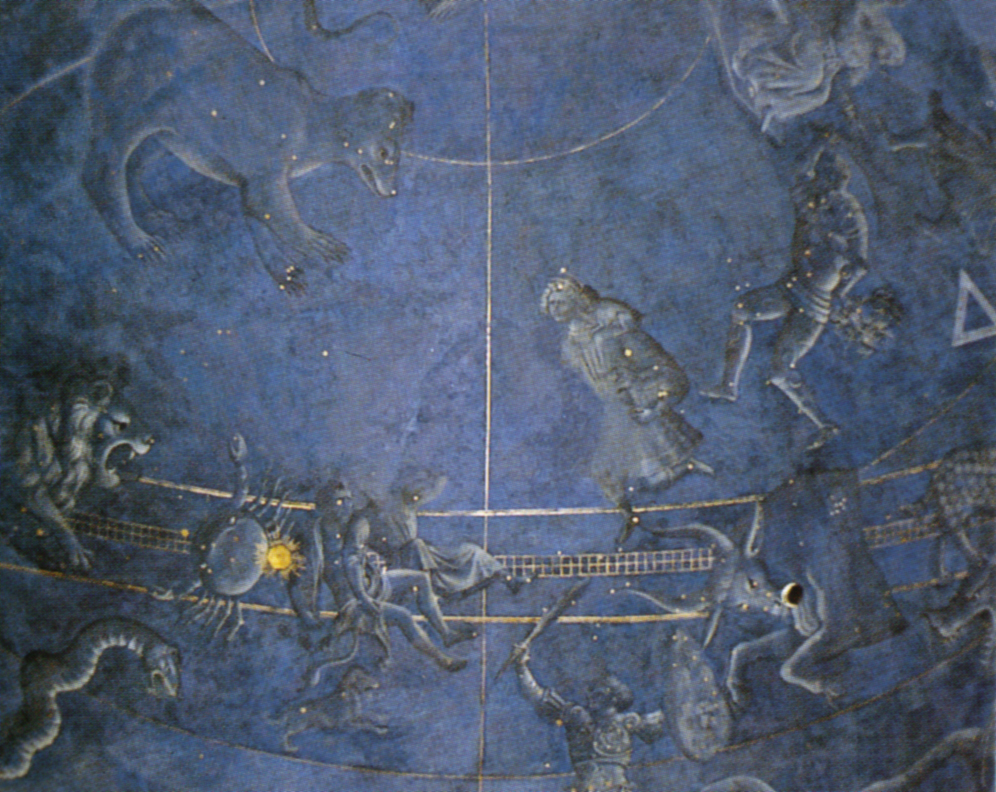
ペセッロ作とされるフィレンツェ、サン・ロレンツォ聖堂のフレスコ画 (1462年ころの作品)

ペセッロ（Pesello）として知られているジュリアーノ・ディ・アリゴ（Giuliano di Arrigo、1367年ころ - 1446年4月6日）は、イタリア、フィレンツェで働いたルネサンス初期の画家である。フランチェスコ・ペセリーノの母方の祖父で、フィレンツェで工房を開き、この工房は後にフランチェスコ・ペセリーノが継承した。

## 略歴
ペセッロに関する情報は多くなく、確実にぺセロの作品だと確定される作品も少ない。ルネサンス期の芸術家の評伝を著したジョルジョ・ヴァザーリ（1511-1574）の著書『画家・彫刻家・建築家列伝』にはペセッロに関する章があるが、フランチェスコ・ペセッロ（Francesco Pesello）として紹介し、記述には孫のフランチェスコ・ペセリーノとの混同がみられる。20世紀後半になってイタリアの美術史家、ウーゴ・プロカッチ（Ugo Procacci: 1905-1991）によって、ペセッロに関する文献の研究がなされた。
フィレンツェで生まれ、1424年にフィレンツェでの聖ルカ協会に加入した。多くの注文を受けて作品を制作したとする文書やヴァザーリが著書で言及した作品はも現代まで残っていないか、特定できていない。フィレンツェのサン・ロレンツォ聖堂（Basilica di San Lorenzo）の古い聖具室の天球を描いたフレスコ画は、確実とはいえないが、ぺセロの作であると考えられている。
同時代には名声が高かったとされ、年代記作家のジョヴァンニ・カヴァルカンティ（Giovanni Cavalcanti:1381-c.1451）は、ジェンティーレ・ダ・ファブリアーノやフィリッポ・ブルネレスキといった同時代の有力な芸術家と同列に著述した。フィレンツェを支配していたコジモ・デ・メディチの支援も受け、ペセッロの娘が画家ステファノ・ディ・フランチェスコ(Stefano di Francesco: ?-1427) と結婚した際には多額の祝い金を受け取った。この結婚から、もう一人の著名な芸術家のフランチェスコ・ペセリーノ（c.1422-1457）が生まれ、フランチェスコ・ペセリーノが幼いうちに、その父親が亡くなった後、ペセッロは孫を教え、後に工房を継承させた。